# Baldwin z Rieti
Baldwin z Rieti (łac. Balduinus, fr. Baudouin, wł. Baldovino, ur. w XI wieku, zm. w 1140) - opat klasztoru cystersów San Matteo w pobliżu Rieti (Włochy), święty Kościoła katolickiego.
Jego brat, Rainaldo, był opatem Monte Cassino, a następnie kardynałem wybranym za pontyfikatu Innocentego II. Jako mnich cysterski w Clairvaux Baldwin zdobył uznanie św. Bernarda, który skierował go do Włoch, wyznaczając go na opata klasztoru San Matteo. Opactwo to w XIII w. zostało przeniesione do kościoła Świętego Pasterza (San Pastore).  
Wiadomości o życiu św. Baldwina z Rieti znajdują się w liście CCI św. Bernarda z Clairvaux.